# Musicland Studios

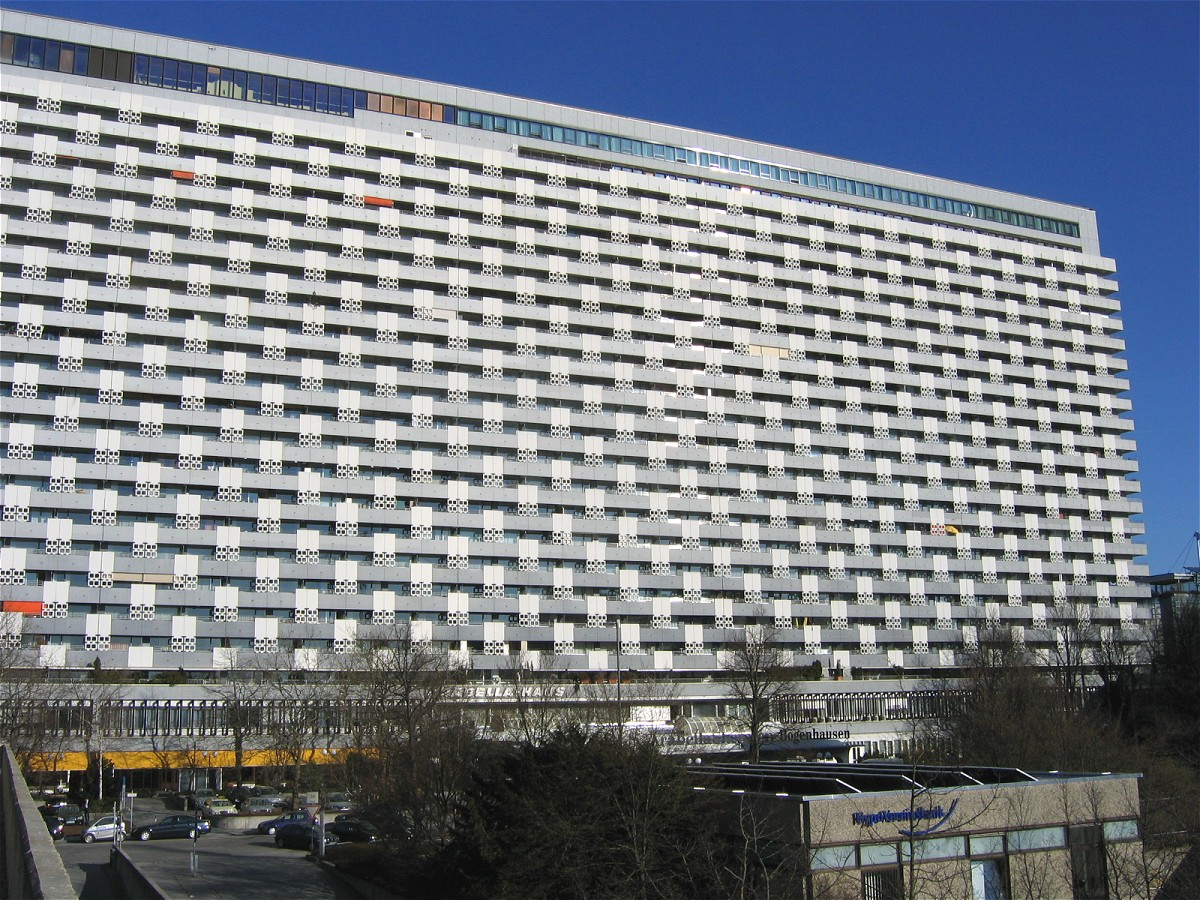
Arabella-Hochhaus, in dessen Keller sich das Studio befand

Die Musicland Studios waren ein „Munich Sound“ Tonstudio in München, das von dem Musikproduzenten Giorgio Moroder Anfang der 1970er Jahre gegründet wurde. Es existierte bis in die zweite Hälfte der 1980er Jahre.

## Geschichte
Das Studio befand sich im Untergeschoss des Arabella-Hochhauses (heute Sheraton München Arabellapark Hotel) im Stadtteil Bogenhausen. In den 1970er und 1980er Jahren nahmen weltbekannte Künstler und Bands wie beispielsweise The Rolling Stones, Led Zeppelin, Donna Summer, Freddie Mercury, Queen, Electric Light Orchestra, T. Rex und Deep Purple hier ihre Alben auf. Unter anderem wurde in den Musicland Studios auch der Eurodisco-Hit I Feel Love von Donna Summer und Giorgio Moroder aufgenommen, der aufgrund seiner damals innovativen Produktionstechnik mit Synthesizern als Pionierstück der elektronischen Tanzmusik und als bedeutender Vorläufer der House- und Techno-Musik gilt.
Nachdem Giorgio Moroder Mitte der 1980er Jahre seinen Hauptsitz nach Los Angeles verlegt hatte, lief das Studio unter der Leitung des Toningenieurs und Produzenten Reinhold Mack („Mack“) die letzten Jahre weiter.
Als in der zweiten Hälfte der 1980er Jahre die U-Bahn München zum Arabellapark gebaut wurde und die Trasse nur wenige Meter hinter der Studiowand vorbeiführte, war durch die Vibrationen eine hochwertige Tonaufnahme nicht mehr möglich und das Musicland Studio wurde aufgelöst. Reinhold Mack widerspricht dieser Auffassung in einem BR-Radiofeature von 2025 allerdings vehement: Nicht der Bau der U-Bahn, sondern eine Mieterhöhung um fast 100 Prozent habe das Aus des Studios bedeutet.

## In den Musicland Studios aufgenommene Alben
- Abacus: Just a Day’s Journey Away (1972), Everything You Need (1972), Midway (1974)
- Amanda Lear: Never Trust a Pretty Face (1978)
- Amos Key: First Key (1973)
- BAP: Ahl Männer, aalglatt (1986)
- Billy Squier: Don’t Say No (1981)
- Deep Purple: Stormbringer (August 1974), Come Taste the Band (August 1975)
- Donna Summer: Lady of the Night (1974), Love to Love You, Baby (1975), Love Trilogy (1976), I Remember Yesterday (1977)
- Drosselbart: Drosselbart (1970)
- Electric Light Orchestra (ELO): Face the Music (1975), A New World Record (1976), Out of the Blue (1977), Discovery (1979), Time (1981)
- Elton John: Victim of Love (1979)
- Extrabreit: Rückkehr der phantastischen Fünf (1982)
- Falco: Junge Roemer (1984)
- Freddie Mercury: Mr. Bad Guy (1985)
- Ian Gillan Band: Child in Time (Dezember 1975 bis Januar 1976)
- Iggy Pop: The Idiot (1977)
- Iron Maiden: Seventh Son of a Seventh Son (1988)
- Jack-Knife (ehemals: Tetrad): I Wish You Would (1978)
- Led Zeppelin: Presence (November 1975)
- Limahl: Colour All My Days (1986), The Never Ending Story (1984)
- Marius Müller-Westernhagen: Mit Pfefferminz bin ich Dein Prinz (1978)
- Meat Loaf: Blind Before I Stop (1986)
- Michael Schenker Group: Assault Attack (1982)
- Michael White and The White: Michael White (1987)
- Missionare (HierundJetzt): ???
- Paice Ashton Lord: Malice in Wonderland (September 1976)
- Queen: The Game (1980), Hot Space (1982), The Works (1984), A Kind of Magic (1986)[5]
- Rainbow: Ritchie Blackmore’s Rainbow (1975), Rising (Februar 1976)
- Roger Glover: Elements (1978)
- Roger Taylor: Strange Frontier (1984)
- The Rolling Stones: It’s Only Rock ’n’ Roll (1974), Black and Blue (1976)
- Rory Gallagher: Calling Card (1976)[6]
- Sahara (ehemals: Subject Esq.): Sahara Sunrise (1974)
- Scorpions: Fly to the Rainbow (1974)
- Spandau Ballet: Parade (1984)
- Sparks: Whomp That Sucker (1981)
- The Stranglers: The Gospel According to the Meninblack (1981)
- The Sweet: Give Us a Wink! (1976)
- Tortillia Flat: Glashaus (1973, Producer Harry Stümpfl)
- T. Rex: Zinc Alloy and the Hidden Riders of Tomorrow – A Creamed Cage in August (1974)
- Udo Jürgens: Silberstreifen (1984)
- Uriah Heep: Wonderworld (1974)
- Whitesnake: Whitesnake (September 1976), Slide It In (1984)